# Deutsche Börse
Deutsche Börse AG (німецькою [ˈdɔʏtʃə ˈbœʁzə]), або Deutsche Börse Group - німецька транснаціональна корпорація, яка представляє ринок для організації торгівлі акціями та іншими цінними паперами. Це також постачальник фінансових послуг, що надає компаніям та інвесторам доступ до глобальних ринків капіталу. Це акціонерне товариство, засноване в 1992 році зі штаб-квартирою у Франкфурті-на-Майні. 1 жовтня 2014 року Deutsche Börse AG стала 14-м оголошеним членом Ініціативи зі сталого розвитку фондових бірж.
23 серпня 2023 року компанія створила EuroCTP як спільне підприємство з 13 іншими біржами, намагаючись забезпечити структурований спосіб передачі транзакцій з цінними паперами в режимі реального часу для Європейського Союзу, як частину Союзу ринків капіталу, запропонованого Європейською комісією.

## Компанія
.

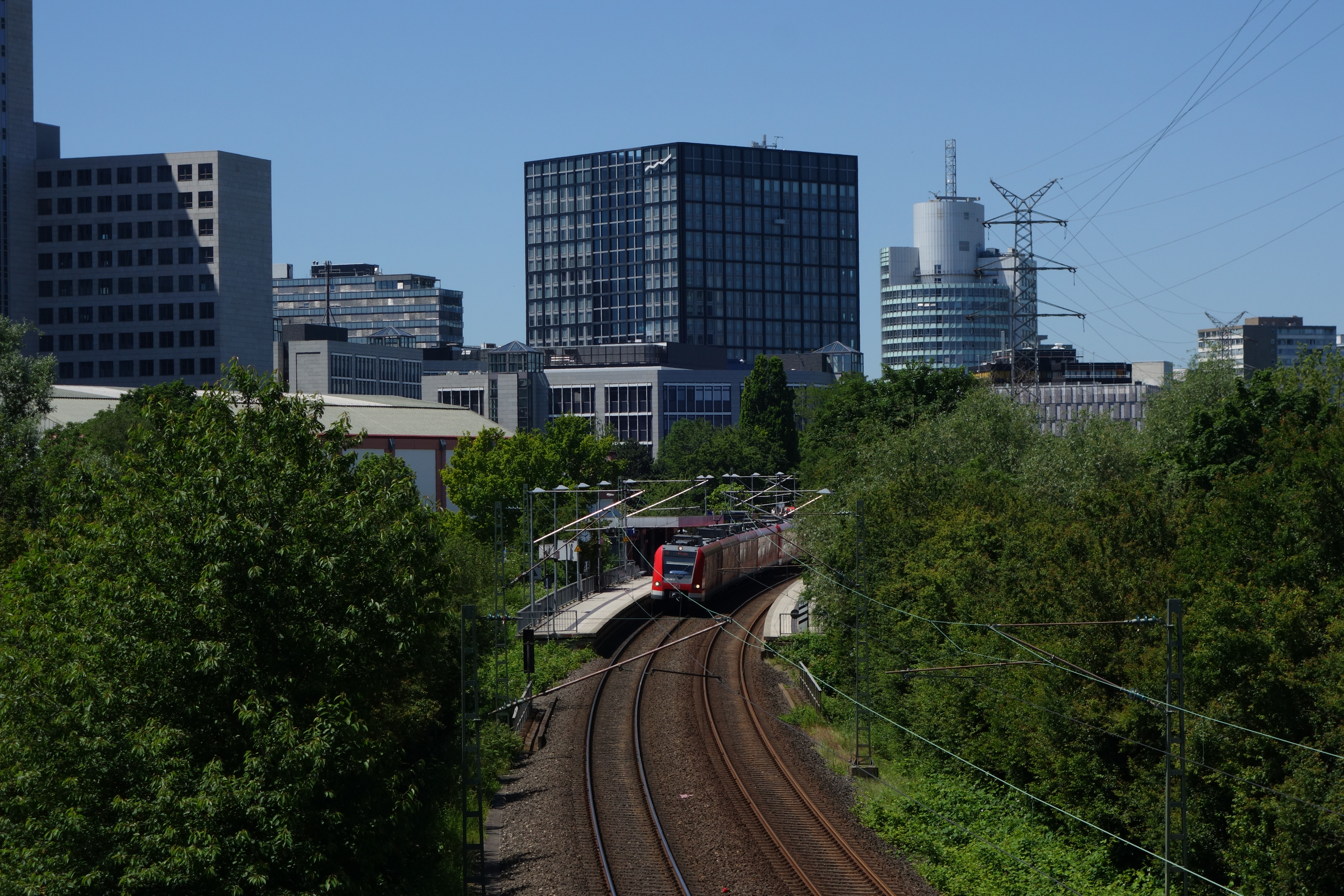
Нова будівля Deutsche Börse під назвою «Куб» в Ешборн над станцією Міської електрички Рейн — Майн

Понад 6775 співробітників (2019) обслуговують клієнтів у Європі, США та Азії. Deutsche Börse має відділення в Німеччині, Люксембургу, Швейцарії, Чехії та Іспанії, а також представництва в Пекіні, Лондоні, Парижі, Чикаго, Нью-Йорку, Гонконгу та Дубаї.
Франкфуртська фондова біржа (нім. Frankfurter Wertpapierbörse) - один з найбільших світових центрів торгівлі цінними паперами.  З часткою в обороті близько 90% вона є найбільшою німецькою фондовою біржею. Оператором Франкфуртської фондової біржі є Deutsche Börse AG.
Deutsche Börse є власником Clearstream, клірингової палати, що розташована в Люксембурзі.
Незважаючи на пандемію COVID-19, Deutsche Börse змогла збільшити свій оборот на 15%, а чистий дохід на 9% у 2020 році порівняно з 2019 роком. Крім того, кількість персоналу Deutsche Börse зросла на 463 працівники у 2020 році.
16 листопада 2017 року Теодор Ваймер був призначений новим генеральним директором Deutsche Börse AG, починаючі з січня 2018 року.